# Jorge Bolaño
Jorge Bolaño (28. dubna 1977, Santa Marta – 6. dubna 2025, Cúcuta) byl kolumbijský fotbalista, záložník.

## Fotbalová kariéra
Začínal v kolumbijskémh klubu Atlético Junior, se kterým získal dvakrát mistrovský titul. Dále působil v Itáli v Parma AC, US Lecce a Modena FC. S Parmou vyhrál v roce 2002 italský fotbalový pohár. Kariéru zakončil v kolumbijském klubu Cúcuta Deportivo. V Poháru UEFA nastoupil ve 25 utkáních. V jihoamerickém Poháru osvoboditelů nastoupil v 6 utkáních. Za reprezentaci Kolumbie nastoupil v letech 1995–2003 ve 36 utkáních a dal 1 gólů. Byl členem kolumbijské reprezentace na Mistrovství světa ve fotbale 1998, nastoupil v utkání s Tuniskem.

## Ligová bilance
| Ročník                            | Zápasy | Góly | Klub             |
| --------------------------------- | ------ | ---- | ---------------- |
| Kolumbijská fotbalová liga 1993   | 14     | 0    | Atlético Junior  |
| Kolumbijská fotbalová liga 1994   | 16     | 1    | Atlético Junior  |
| Kolumbijská fotbalová liga 1995   | 35     | 1    | Atlético Junior  |
| Kolumbijská fotbalová liga 1996   | 29     | 1    | Atlético Junior  |
| Kolumbijská fotbalová liga 1997   | 27     | 2    | Atlético Junior  |
| Kolumbijská fotbalová liga 19983  | 19     | 1    | Atlético Junior  |
| Kolumbijská fotbalová liga 1999   | 15     | 4    | Atlético Junior  |
| Serie A 1999/2000                 | 10     | 0    | Parma AC         |
| Serie A 2000/2001                 | 12     | 0    | Parma AC         |
| Serie A 2001/2002                 | 14     | 0    | Parma AC         |
| Serie B 2002/2003                 | 0      | 0    | UC Sampdoria     |
| Serie A 2003/2004                 | 2      | 0    | Parma AC         |
| Serie A 2003/2004                 | 15     | 0    | US Lecce         |
| Serie A 2004/2005                 | 22     | 0    | Parma AC         |
| Serie A 2005/2006                 | 16     | 0    | Parma AC         |
| Serie A 2006/2007                 | 10     | 0    | Parma AC         |
| Serie B 2007/2008                 | 21     | 2    | Modena FC        |
| Serie B 2008/2009                 | 33     | 0    | Modena FC        |
| Kolumbijská fotbalová liga 2010   | 24     | 0    | Cúcuta Deportivo |
| Kolumbijská fotbalová liga 2011   | 24     | 0    | Cúcuta Deportivo |
| Kolumbijská fotbalová liga 2012   | 8      | 0    | Cúcuta Deportivo |
| CELKEM Serie A                    | 103    | 0    |                  |
| CELKEM Serie B                    | 51     | 2    |                  |
| CELKEM Kolumbijská fotbalová liga | 211    | 10   |                  |